# Ka-pow!
Ka-pow! es una serie estadounidense de animación para adultos hecha en inglés en Flash, fue lanzada el 2 de septiembre de 2008. Tras el éxito de Happy Tree Friends (HTF), los ejecutivos de Mondo Mini Shows necesitaban algo nuevo, uniéndose nuevamente a Ghost Bot (responsables de Buddhist Monkey) crearon un programa con los personajes de HTF que si bien no eran personajes principales, debían serlo.

## Episodios
- Operation: Tiger bomb (Fecha de Emisión:2 de septiembre).

Personajes:Flippy, Skeaky, Mouse Ka-Boom, Tigres, general tigre y Fliqpy.
Resumen:Flippy y sus compañeros tratan de infiltrarse en el ejército tigre para evitar un ataque, pero todo va mal cuando Flippy mata accidentalmente a sus compañeros, luego se esconde en Sneaky y tanto miedo lo lleva a enloquecer y luchar contra el General Tigre y su ejército.

### Personajes
- Flippy: Es el líder de su tropa, la cual no sobrevive al 1.er capítulo. Es un personaje inteligente y bueno en el ejército aunque en sus primeros días cometía muchos errores, ya que al hacer un ataque sorpresa confunde un cuchillo con una porción de pizza, o al arrojar el cuchillo, se lo clava a su compañero. Su diseño es distinto al de la serie como llevar pantalones o mochila.

- Sneaky: Es un camaleón. Camina por los techos haciendo ataques sorpresa, como agarrar a un soldado con su lengua y pararlo por un alambrado de púas. Muere cuando Flippy sin querer le clava un cuchillo y al estallar muchas bombas y Flippy usa su cuerpo como refugio. Lleva uniforme militar y algo de tencnología de soldados (como una linterna en la cabeza o un micrófono).Aparece en Operation: Tiger Bomb

- Mouse Ka-Boom: Es un ratón color bronceado francés con las orejas vendadas (probablemente por culpa de sus bombas) y ropa militar. Lleva una enorme mochila con explosivos y es un experto en todo lo que se trata de bombas. Dice la palabra 'Le' (algo en francés) antes que cualquier cosa. Murere al estallar sus bombas (por culpa de Flippy).

Aparece en operation: Tiger Bomb
- Flippy Malo/Fliqpy/FLIPPy: Es el alter ego de Flippy. Aparece cuando Flippy entra al cuerpo de Sneaky para esconderse de los enemigos, y el miedo provocado produce la transformación, lo que lo lleva a matar a todo el ejército enemigo.

- General tigre: Es un tigre azul con ropa parecida a la de Mussolini que le falta un ojo y una mano y tiene una boina azul con una corona. Su plan era dominar el mundo (probablemente con bombas nucleares según el nombre del episodio) pero Flippy malo lo asesina. Es notable que es adulto. Aparece en Operation: tiger bomb.

Ejército tigre: Es un ejército de tigres azules que querían dominar el mundo pero son asesinados por Flippy, Sneaky y Mouse Ka-boom. Eran liderados por el General tigre. Aparecen en Operation: Tiger
Bomb.

## Buddhist monkey
- Trhee course of death (Fecha de emisión:23 de septiembre).

Personajes: Buddhist monkey, orangután sensei, Panda mamá e hijo, Sensei oscuro, Cosar car, cangrejo gigante y 3 generic tree ninjas.
Muertes: 3 Generic tree ninjas, cosar car y el cangrejo gigante.
Resumen:Buddhist monkey lucha contra 3 generic tree
ninjas; 2 son asesinados y 1 (el líder del trío) es golpeado. Luego ese generic tree ninja es asesinado por el sensei oscuro, quien manda a oscar car a matar a buddhist monkey. Al final
hay un corto en el que la panda mamá y el panda hijo se sirven cangrejo fresco ya que oscar car utilizó un cangrejo gigante.

## Splendid'sSSSSSuper Squad (Splendid's Supremely Sensational Stupendously Spectacular Super Squad)
Mirror, Mirror (Fecha de Emisión:19 de noviembre de 2008)

### Personajes
- Splendid:El superhéroe que se hace enemigo de splendont para competir con él.
- Splendont:es el enemigo de Splendid, lucha con él para ver quien es mejor superhéroe.
- oso, perro y gato. (los cuales siempre aparecen en peligro)